# Epipedobates machalilla
Espèce
Synonymes
- Colostethus machalilla Coloma, 1995

Statut de conservation UICN

 LC  : Préoccupation mineure
Statut CITES
Epipedobates machalilla est une espèce d'amphibiens de la famille des Dendrobatidae.

## Répartition
Cette espèce est endémique d'Équateur. Elle se rencontre dans les provinces de Manabí, d'El Oro de Los Ríos de Bolívar de Guayas et de Cañar de 10 à 515 m d'altitude dans la plaine pacifique.

## Description
Les mâles mesurent de 14,4 à 16,0 mm et les femelles de 15,0 à 17,6 mm.

## Étymologie
Son nom d'espèce lui a été donné en référence au lieu de sa découverte, le parc national de Machalilla.

## Publication originale
- Coloma, 1995 : Ecuadorian frogs of the genus. Colostethus (Anura: Dendrobatidae). University of Kansas Museum of Natural History Miscellaneous Publication, no 87, p. 1-75 (texte intégral).